# RRP36
RRP36 (англ. Ribosomal RNA processing 36) – білок, який кодується однойменним геном, розташованим у людей на 6-й хромосомі. Довжина поліпептидного ланцюга білка становить 259 амінокислот, а молекулярна маса — 29 823.
| 10         |  | 20         |  | 30         |  | 40         |  | 50         |
| ---------- |  | ---------- |  | ---------- |  | ---------- |  | ---------- |
| MPGANYRAGA |  | GAGAGARRPR |  | GARDREEDGG |  | GLEPAAVARD |  | LLRGTSNMSF |
| EELLELQSQV |  | GTKTYKQLVA |  | GNSPKKQASR |  | PPIQNACVAD |  | KHRPLEMSAK |
| IRVPFLRQVV |  | PISKKVARDP |  | RFDDLSGEYN |  | PEVFDKTYQF |  | LNDIRAKEKE |
| LVKKQLKKHL |  | SGEEHEKLQQ |  | LLQRMEQQEM |  | AQQERKQQQE |  | LHLALKQERR |
| AQAQQGHRPY |  | FLKKSEQRQL |  | ALAEKFKELK |  | RSKKLENFLS |  | RKRRRNAGKD |
| RRHLPLSKE  |  |            |  |            |  |            |  |            |

A: Аланін

C: Цистеїн

D: Аспарагінова кислота

E: Глутамінова кислота

F: Фенілаланін

G: Гліцин

H: Гістидин

I: Ізолейцин

K: Лізин

L: Лейцин

M: Метіонін

N: Аспарагін

P: Пролін

Q: Глутамін

R: Аргінін

S: Серин

T: Треонін

V: Валін

Кодований геном білок за функцією належить до фосфопротеїнів. 
Задіяний у таких біологічних процесах, як процесинг рРНК, біогенез рибосом, альтернативний сплайсинг. 
Локалізований у ядрі.